# Андреас Пічман
Андреас Пічман (англ. Andreas Pietschmann, 22 березня 1969) — німецький актор театру, кіно та телебачення.

## Життєпис
Пічманн грав у молодіжному дивізіоні Вюрцбургер Кікерс і вважався талановитим гравцем. Пізніше проходив військову службу в Бундесвері, під час якого також почав займатися акторською діяльністю в театрі. Серед іншого він з’явився в сценічній постановці Die Feuerzangenbowle. Після серйозної автомобільної аварії Пічман вирішив серйозно зайнятися акторською майстерністю.
Він відвідував театральну школу в місті Бохум з 1993 по 1996 роки, після чого чотири роки виступав у драматичному театрі Schauspielhaus Bochum. Після цього Пічманн перейшов до театру Талія в Гамбурзі на сезон 2000/2001, а в 2007 році пішов, щоб зосередитися на кіно та телебаченні. Також брав участь у багатьох радіопостановках. Крім того, Пітшманн написав кілька аудіокниг, зокрема «Тінь вітру» Карлоса Руїса Сафона, «Закон снів» Пітера Беренса, «Спасибі за спогади» Сеселії Ахерн і «Коротке дивовижне життя Оскара Вао» Хунота Діаса.

### Фільмографія
| Рік  | Назва               | Роль                  | Примітки |
| ---- | ------------------- | --------------------- | -------- |
| 1996 | Звичайні хлопці     | Марко                 |          |
| 1999 | Сонячна алея        | Шейх Берліна          |          |
| 2003 | Принц зі знімку     | Леонард Бальц         |          |
| 2009 | Альтіплано          | Поль                  |          |
| 2012 | Марія з Назарету    | Ісус                  | Серіал   |
| 2013 | Белль та Себастьян  | Лейтенант Пітер Браун |          |
| 2014 | Улюблені сестри     | Фрідріх фон Бейльвіц  |          |
| TBA  | Нюрнберг            | Рудольф Гесс          | Зйомки   |
| 2024 | Останній день Землі |                       |          |